# Karlskoga Kraftvärmeverk
Karlskoga Kraftvärmeverk AB är ett dotterföretag till Karlskoga Energi och Miljö AB producerar och levererar energitjänster till företag och privatpersoner i Karlskogaregionen. Företagets huvudinriktning är avfallsförbränning med energiutvinning. Inom bolaget finns även återvinningsverksamhet som hanterar material från såväl kommuninvånare som privata aktörer. Återvinningen hanterar även kraftvärmeverkets materialströmmar såsom bränsle, restprodukter mm.
Karlskoga Kraftvärmeverk AB:s huvudsakliga produktionsanläggning är ett kraftvärmeverk beläget vid Björkborn i Karlskoga. Kraftvärmeverket är byggt 1985 och levererar årligen omkring 360 GWh energi i form av fjärrvärme, processånga samt el. Varje år behandlar anläggningen 100 000 ton avfall.